# United States Forest Service
Der United States Forest Service (USFS, deutsch Forstverwaltung der Vereinigten Staaten) ist eine dem Landwirtschaftsministerium der Vereinigten Staaten unterstellte Behörde, die mit der Verwaltung der Nationalforste der Vereinigten Staaten betraut ist. Sie ging 1905 aus dem Bureau of Forestry hervor, das seinerseits infolge eines Waldschutzgesetzes (Forest Reserve Act) von 1891 als Forstamtabteilung dem Innenministerium angegliedert wurde. Erster Leiter war von 1905 bis 1910 Gifford Pinchot. Die erste große Bewährungsprobe war der Große Brand von 1910. Mit der Übernahme durch das Landwirtschaftsministerium wurde die Behörde in ihren heutigen Namen umbenannt und verwaltet heute neben den 155 Nationalforsten auch sechs National Monuments, 20 National Grasslands (großflächige Schutzgebiete in den Great Plains) sowie 17 Nationalerholungsgebiete (engl. National Recreation Area) wie z. B. den Hells Canyon.

## Aufgaben

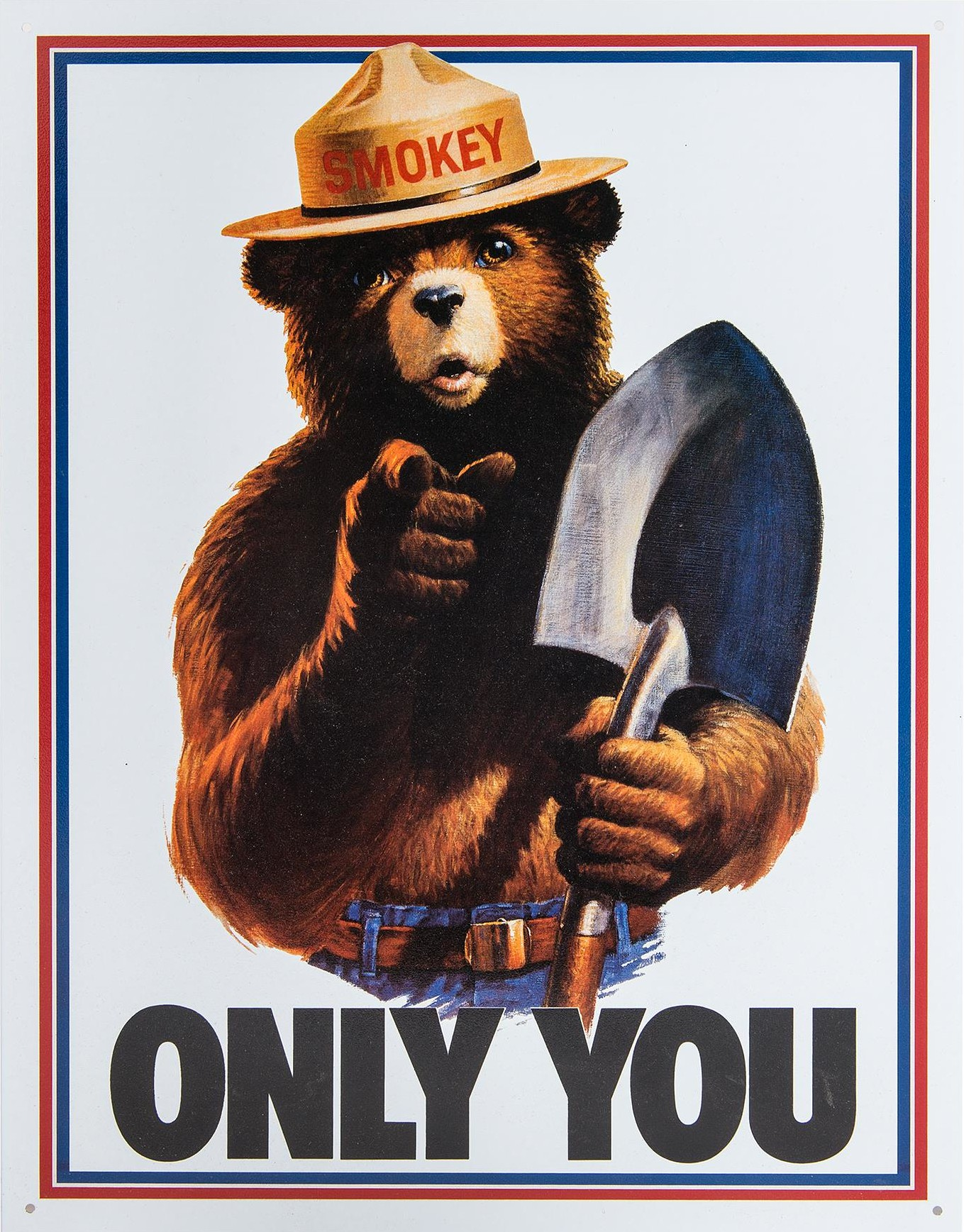
Smokey Bear

Die Hauptfunktion des Forest Service ist die forstwirtschaftliche Nutzung der Wälder im Bundesbesitz. Dazu werden Einschlagslizenzen an private Forstunternehmen vergeben, ein umfassendes Netz an Forststraßen und Waldwegen unterhalten und der wirtschaftliche und ökologische Wert der Wälder erfasst, überwacht und verbessert. Dazu gehört auch die Prävention, Meldung und Bekämpfung von Waldbränden. Zu diesem Zweck veröffentlichte die Forstverwaltung und der Wartime Advertising Council (Komitee zur Veröffentlichung für Werbematerial zum Zweck, in Kriegszeiten Rekruten für die Armee zu gewinnen) am 9. August 1944 Aufklärungsplakate, die die Bürger über mögliche Gefahren informieren sollten.
Im Zentrum dieser Kampagne stand ein Schwarzbär, der den Spitznamen Smokey Bear erhielt und für Jahrzehnte zu einer Art Symbolfigur für den United States Forest Service wurde. Eine weitere Umweltikone des Forest Service ist Woodsy Owl, eine Eulenfigur, die seit 1971 für den Kampf gegen Vermüllung und Umweltverschmutzung steht. Das USFS Wildland Fire Assessment System WFAS wurde aufgebaut, um die Nutzer und Besucher der Forste zeitnah über das Risiko von Bränden zu informieren und präventiv zu angemessenem risikoarmen Verhalten anzuhalten.
Die 155 Nationalforste (National Forests) der Vereinigten Staaten unterteilen sich jeweils in mehrere Rangerbezirke, in denen die so genannten Ranger (Forstbedienstete) für die wirtschaftliche Nutzung und das Biomonitoring der Lebensräume von Pflanzen und Tieren verantwortlich sind. Die Forstverwaltung hat auch regionale Forschungsstationen, die die Ökosysteme der Nationalforste untersuchen. Der Forest Service stellt seine Expertisen auch privaten Waldeigentümern und den Forstverwaltungen der Bundesstaaten zur Verfügung, verteilt Subventionen und hält technische Ausrüstung für Privatwälder bereit. Die dafür zuständige Abteilung nennt sich State and Private Forestry (Bundesstaatliches und privates Forstwesen).
Da viele Nationalforste auch touristisch genutzt werden, kümmert sich die Forstverwaltung auch um die Einrichtung und den Unterhalt von Wanderwegen und Campingplätzen überall dort, wo ein Nationalforst nicht ausdrücklich zum Wildnisgebiet (Wilderness Area) erklärt wurde. Sie betreibt zudem eine intensive Informations- und Bildungsarbeit nach dem in den USA weit verbreiteten Konzept der Natur- und Kulturinterpretation (Heritage Interpretation).
Seit 1978 haben US-Präsidenten mehrfach National Monuments im Inneren bestehender Nationalforste ausgewiesen und dem Forest Service die Verwaltung übertragen. Dabei handelt es sich um:
- Admiralty Island National Monument – Alaska
- Giant Sequoia National Monument – Kalifornien
- Misty Fjords National Monument – Alaska (das National Monument mit der größten Fläche)
- Mount St. Helens National Volcanic Monument – Washington
- Newberry National Volcanic Monument – Oregon
- Sáttítla Highlands National Monument – Kalifornien

Bei weiteren National Monuments teilt sich der Forest Service die Verwaltung mit einer anderen Behörde, wobei der Forest Service immer die Betreuung der Waldflächen übernimmt.
- Bears Ears National Monument – Utah (in Zusammenarbeit mit dem Bureau of Land Management)
- Santa Rosa and San Jacinto Mountains National Monument – Kalifornien (in Zusammenarbeit mit dem Bureau of Land Management)